# Cotton Club
Cotton Club byl noční klub v New Yorku, který byl v provozu během prohibice. Klub hostil mnohé tehdejší africkoamerické hvězdy, jakými byli Fletcher Henderson, Duke Ellington, Count Basie, Bessie Smith, Cab Calloway, The Nicholas Brothers, Ella Fitzgerald, Fats Waller, Louis Armstrong, Dizzy Gillespie, Nat King Cole, Billie Holiday a Ethel Waters, ale zpravidla popíral přijetí černých umělců. Během svého rozkvětu byl klub známý jako stylové místo schůzek a to přímo v srdci Harlemu. Pravidelně se o nedělích konaly „Celebrity Nights“, kde vystupovaly hvězdy jako Jimmy Durante, George Gershwin, Al Jolson, Mae West, Irving Berlin, Eddie Cantor, Moss Hart, a mnozí další.

## Historie klubu
Šampion v těžké váze v boxu Jack Johnson otevřel klub, který se nacházel ve 142. ulici a Lenox Avenue v Harlemu, roku 1920. Owney Madden, prominentní pašerák lihovin a gangster, převzal klub roku 1923, zatímco byl uvězněn v Sing Singu (vězení ve státě New York) a přejmenoval jej na Cotton Club.
Roku 1923 byl klub krátce uzavřen za prodej alkoholu, ale byl znovu otevřen bez toho, aby dělala problémy policie. Tanečnice a striptérky příležitostně vystupovaly pro Maddena i v Sing Singu po jeho návratu roku 1933. Klub vytvářel rasistické obrazy doby, často zobrazoval černochy jako divochy v exotických džunglích nebo jako tmavé otroky na plantážním Jihu. Dívčí sbor klubu se představoval v krátkých oblečcích: očekávalo se, že dívky budou vysoké, snědé a úžasné, což znamenalo, že měly měřit alespoň 152 cm, mít světlejší pleť a mělo jim být méně než 21 let. Od Ellingtona se očekávalo, že bude psát „hudbu džunglovou“ pro bílé publikum.
Nicméně, klub také pomohl odstartovat kariéru Fletcheru Hendersonovi, který tam přivedl svou první kapelu v roce 1923 a Duku Elligtonovi, jehož orchestr byl domácí kapelou klubu mezi lety 1927 a 1931. Klub nejen přinesl Ellingtonovi světový ohlas prostřednictvím přímých rozhlasových přenosů, ale také mu umožnil rozvoj jeho repertoáru, kdy mohl psát nejen taneční kousky pro estrády, ale také hudební předehry, přechody, doprovody a „hudbu džungle. Toto vše mu dávalo svobodu experimentování s orchestrem, kterou kapely na koncertních šňůrách příliš často neměly. Ellington v té době nahrál přes sto skladeb a postavil si ansámbl, který vedl skoro 50 let. Klub také přehlížel svoje pravidlo vyhazování černých návštěvníků s ohledem na Ellingtonovy požadavky.
Orchestr osobitého zpěváka, baviče a tanečníka Caba Callowaye přivedl vlastní Brown Sugar revue do klubu v roce 1930, kdy nahradil Ellingtonovu kapelu po jejím odchodu v roce 1931. Skupina Jimmieho Lunceforda nahradila Callowayevu kapelu v roce 1934, zatímco se Ellington, Armstrong a Calloway do klubu vraceli hrát v pozdějších letech. Klub byl také první příležitostí se ukázat pro Lenu Horne, která tam začínala jako členka sboru v době, kdy jí bylo šestnáct. Dorothy Dandridge tam vystupovala jako členka souboru Sester Dandridgeových, zatímco Coleman Hawkins a Don Redman hráli jinde jako součást Hendersonovy skupiny. Stepaři Bill „Bojangles“ Robinson, Sammy Davis Jr. a bratři Nicholasové v klubu vystupovali tou dobou také.
Klub také žil z populární kultury oné doby. Walter Brooks, který produkoval úspěšnou broadwayskou inscenaci Shuffle Along, byl jeho vlastníkem. Dorothy Fieldsová a Jimmy McHugh, jedni z předních písňových textařů této éry, a Harold Arlen tvořili písničky pro různé revue.
Cotton Club byl krátce uzavřen v roce 1936 po rasových nepokojích v Harlemu. Opět otevřen o rok později na 48. ulici v Broadwayi. Nadobro byl uzavřen v roce 1940 a to díky tlakům seshora, měnícímu se vkusu a federálním vyšetřováním kvůli daňovým únikům manhattanských vlastníků klubů.
Na stejném místě byl otevřen noční klub Latin Quarter, ale budova byla zbourána roku 1989, aby se udělalo místo pro nový hotel. Nový klub s týmž názvem byl otevřen v roce 1978 v Harlemu.

## Filmová podoba
Cotton Club je také americký film režírovaný Francisem Fordem Coppolou, který pojednává o fiktivní historii klubu v kontextu rasových vztahů ve 30. letech 20. století a také o bojích mezi tehdejšími mafiány, jakými například byli Dutch Schultz nebo Lucky Luciano.